# Sherife Mezini Kurti
Sherife Mezini Kurti (n. 20 martie 1935, Gjirokastra, Albania – d. 25 octombrie 2006, Bergamo, Italia) a fost o educatoare și economistă albaneză. Este mama scriitoarei Irma Kurti.

## Biografie
Sherife Mezini Kurti s-a născut în Gjirokastër la 20 martie 1935 într-o familie de cetățeni cunoscuți cu sentimente patriotice. Tatăl său, Latif Mezini, a lucrat la poștă, în timp ce mama sa a fost casnică. Datorită muncii tatălui lor, s-au mutat în diferite orașe din Albania, precum Shkodër, Berat, Delvina etc. În 1942, s-au mutat la Tirana, unde tatăl ei a început să lucreze ca inspector general al tuturor oficiilor poștale din Albania. 
După absolvirea celui de-al optulea an de liceu economic, Sherife a început să lucreze la Banca Centrală a Albaniei (în albaneză Banka e Shqipërisë) din Tirana și în același timp a studiat și a finalizat cu succes Facultatea de Economie. În 1964, l-a cunoscut pe medicul Hasan Kurti, care în acea perioadă se afla la Tirana pentru a se specializa în radiologie diagnostică Röntgen. La 7 februarie 1965, s-au căsătorit într-o ceremonie simplă și din această căsătorie s-au născut trei fiice. Ea a fost transferată la Elbasan, unde a lucrat câțiva ani ca economist la Societatea Comercială de Stat (NTSH). În 1971 s-a deschis Liceul Economic la Elbasan și ea a fost una dintre primele cadre didactice ale corpului pedagogic: a predat disciplinele de Planificare și Contabilitate. 
În 1975, odată cu deschiderea Școlii Economice de Noapte pentru cadrele care au continuat școala fără a părăsi locul de muncă, Sherife Kurti a continuat să predea acolo, remarcându-se ca o profesoară pregătită, cu pretenții mari la adresa ei și a elevilor, iubitoare, amabilă și educată. În căutarea perfecționării metodelor de predare contemporane, ea a devenit un exemplu de figură intelectuală. A lucrat și în afara orelor de școală cu maxim de forță și energie. Elevii au văzut în ea întruchiparea figurii educatoarei exigente și corecte, dar în același timp simplă, care a știut să-i trateze cu respect și ca egali.
De la începutul activității sale la vârsta de 18 ani și până la pensionarea ei în 1990, Sherife Kurti s-a dedicat cu pasiune și dăruire profesiei de economist și profesor. A fost întotdeauna aproape de elevi, pentru a-i însoți în practicile educaționale și profesionale sau în activitățile organizate de diverse școli. Nu a lipsit niciodată la diverse acțiuni agricole organizate pentru strânsul măslinelor, irigații, culesul grâului și plantări. 
În iunie 1995, Sherife Kurti s-a mutat cu familia la Tirana.
La începutul anului 2006, s-a mutat în Italia, lângă fiicele sale, împreună cu soțul ei, medicul Hasan Kurti.
S-a stins din viață la Bergamo, Italia, la 25 octombrie 2006.